# Romuald Frydrychowicz
Romuald Frydrychowicz (* 7. Februar 1850 in Tuchel, Provinz Preußen; † 29. Mai 1932 in Pelplin, Republik Polen) war ein polnischer katholischer Priester, Lehrer und Regionalhistoriker in Westpreußen.

## Leben
Der Vater Franciszek Frydrychowicz war polnischer patriotischer Publizist und Kreistagsabgeordneter, die Mutter Maria, geborene Malinowska Tochter eines Bürgermeisters. Zwei Brüder wurden ebenfalls Priester, Zenon Frydrychowicz erster polnischer Gerichtspräsident in Bydgoszcz.
Romuald besuchte die Grundschule in Tuchel, das Progymnasium in Pelplin und das Gymnasium in Konitz, wo er 1871 das Abitur ablegte. Danach absolvierte er das Priesterseminar in Pelplin und studierte Philosophie in Breslau und Geschichte und Geographie in Berlin. Dort machte er das Staatsexamen. 1878 wurde Frydrychowicz zum Priester geweiht. Danach ging er nach Halle, wo er 1880 promovierte.
1880 wurde Romuald Frydrychowicz Lehrer für Geschichte am Collegium Marianum in Pelplin, dem einzigen polnischen Progymnasium in Westpreußen. 1920 ging er in den Ruhestand.
1922 wurde er mit dem Offizierskreuz des Ordens der Wiedergeburt Polens ausgezeichnet und 1928 zum Päpstlichen Ehrenkammerherrn anlässlich des 50-jährigen Jubiläums seiner Priesterweihe ernannt.

## Schriften (Auswahl)
Romuald Frydrychowicz publizierte einige Schriften zur Geschichte von Pelplin, Tuchel und Umgebung in deutscher und polnischer Sprache
Deutsch
- Geschichte der Stadt, der Komthurei und Starostei Tuchel, 1879 Digitalisat
- Zur Kritik R. Heidensteins, Dissertation, 1880
- Die Vorgänge zu Thorn im Jahre 1724, 1884
- Der Ritterorden von Calatrava in Thymau bei Mewe, um 1890
- Die Culmer Weihbischöfe ein Beitrag zur Diözesangeschichte, 1905
- Geschichte der Cistercienserabtei Pelplin und ihre Bau- und Kunstdenkmäler. Nach historischen Quellen bearbeitet . Mit 109 Abbildungen und zwei Kartenskizzen, 1907 Digitalisat
- Wo blieben die letzten Pelpliner Mönche nach der Aufhebung des Klosters?, 1909
- Illustrierter Führer durch Pelplin, 1911
- Westpreußische Sagen, gesammelt von den Schülern des Collegium Marianum zu Pelplin, 1914

Polnisch
- O Sobótce, czyli tak zwanych ogniach świętojańskich : przyczynek do mitologii słowiańskiej, [Über slawische Mythologie], 1877, Neudruck 2010
- Przewodnik ilustrowany po Pelplinie i jego kościołach [Illustrierter Führer durch Pelplin und seine Kirchen], 1895, zweite Auflage 1905
- Żywot św. Wojciecha i niektóre wiadomości o jego pobycie w diecezji chełmińskiej na pamiątkę 900nej rocznicy jego śmierci męczeńskiej [Das Leben des heiligen Adalbert und einige Erkenntnisse über seinen Aufenthalt im Bistum Culm im Gedenken an den 900. Jahrestag seines Märtyrertodes], 1897, Neudruck 1998
- Collegium Marianum w Pelplinie [Das Collegium Marianum in Pelplin], 1911
- Chwała Najświetszej Maryi Panny w diecezyi chełmińskiej [Die Verehrung der Allerheiligsten Jungfrau Maria im Bistum Culm], 1916
- Podania i legendy pomorskie zebrane w latach 1914–1922 [Pommerellische Überlieferungen und Legenden gesammelt 1914–1922], 1922, Neudruck 2013
- Podania ludowe na Pomorzu z czasów wojen Napoleońskich : po większej części zebrane przez uczniów Collegium Marianum w Pelplinie [Volkstümliche Überlieferungen in Pommerellen aus der Zeit der Napoleonischen Kriege, zum größten Teil gesammelt durch Schüler des Collegium Marianun in Pelplin], 1922
- Na setną rocznicę zniesienia klasztoru pelplińskiego, 1923
- Na setną rocznicę przeniesienia stolicy biskupiej z Chełmży do Pelplina dnia 3 sierpnia 1824 r., 1924
- Dzwony kościelne w diecezji chełmińskiej [Kirchenglocken im Bistum Cupm Cupm], 1926
- Nowy ilustrowany przewodnik po Pelplinie [Neuer illustrierter Führer durch Pelplin], 1928